# 1224 Fantasia

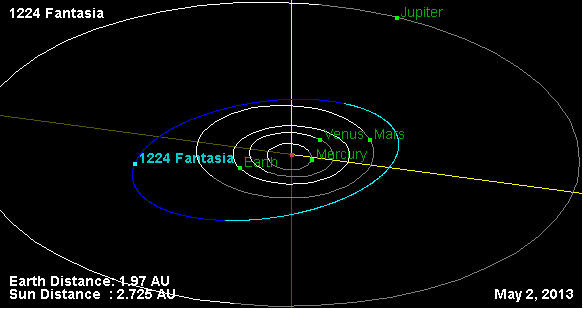

1224 Fantasia è un asteroide della fascia principale del diametro medio di circa 13,94 km. Scoperto nel 1927, presenta un'orbita caratterizzata da un semiasse maggiore pari a 2,3053270 UA e da un'eccentricità di 0,1981862, inclinata di 7,87814° rispetto all'eclittica.
Il suo nome fa probabilmente riferimento ad un romanzo o a un racconto che colpì lo scopritore per la fervida immaginazione dimostrata dal suo autore.